# Wasserapfel
Der Wasserapfel (Syzygium malaccense) ist eine Baumart aus der Familie der Myrtengewächse (Myrtaceae). Er kommt in Südostasien und der Karibik vor. Seine Frucht hat eine rote Schale und ähnelt einem Apfel. Er kann leicht mit dem verwandten Javaapfel verwechselt werden, ist aber kleiner und gedrungener als dieser. Das helle saftige Fruchtfleisch hat einen sehr hohen Wassergehalt. Einige Sorten haben eine angenehme Säure.

## Verbreitung
Der Wasserapfel wird heute in Vietnam, von Java bis zu den Philippinen, in Bengalen, Südindien, Tahiti und Hawaii wegen seiner essbaren Früchte angebaut. William Bligh brachte den Baum 1793 zusammen mit dem Brotfruchtbaum von Tahiti nach Jamaika. Seitdem wird er auch auf den Inseln der Karibik und in Teilen des tropischen Amerikas, vor allem in Venezuela und Brasilien gepflanzt. Das ursprüngliche Verbreitungsgebiet lässt sich heute nicht mehr feststellen. Es wird vermutet, dass es im Gebiet des heutigen Malaysia liegt.

## Merkmale
Der Wasserapfel ist ein aufrechter Baum mit dichter, säulenförmiger oder zylindrischer Krone. Als Höhe wird nach unterschiedlichen Quellen 4,5 bis 12 m oder 7,5 bis 20 m angegeben. Der Brusthöhendurchmesser beträgt 20 bis 140 cm.
Die Borke ist hellbraun und glatt oder leicht rissig. Die innere Rinde ist braun gestreift. Das Splintholz ist hellbraun.
Die Blüten sind zwittrig, 5 bis 7 cm groß, leuchtend rosa gefärbt und sehr attraktiv. Sie stehen meist zu dritt an einer kurzstieligen Infloreszenz oder an blattfreien Abschnitten der Äste in Gruppen zu zwei bis acht. Sie haben vier Kelchblätter, die relativ breit und dick sind und eine runde Form haben. Die vier ebenfalls rundlichen Kronblätter sind rosarot, orange oder dunkelrot, seltener gelb oder weiß. Die Staubblätter sind 2,5 bis 3 cm lang, ragen weit heraus und haben gelbe Staubbeutel.

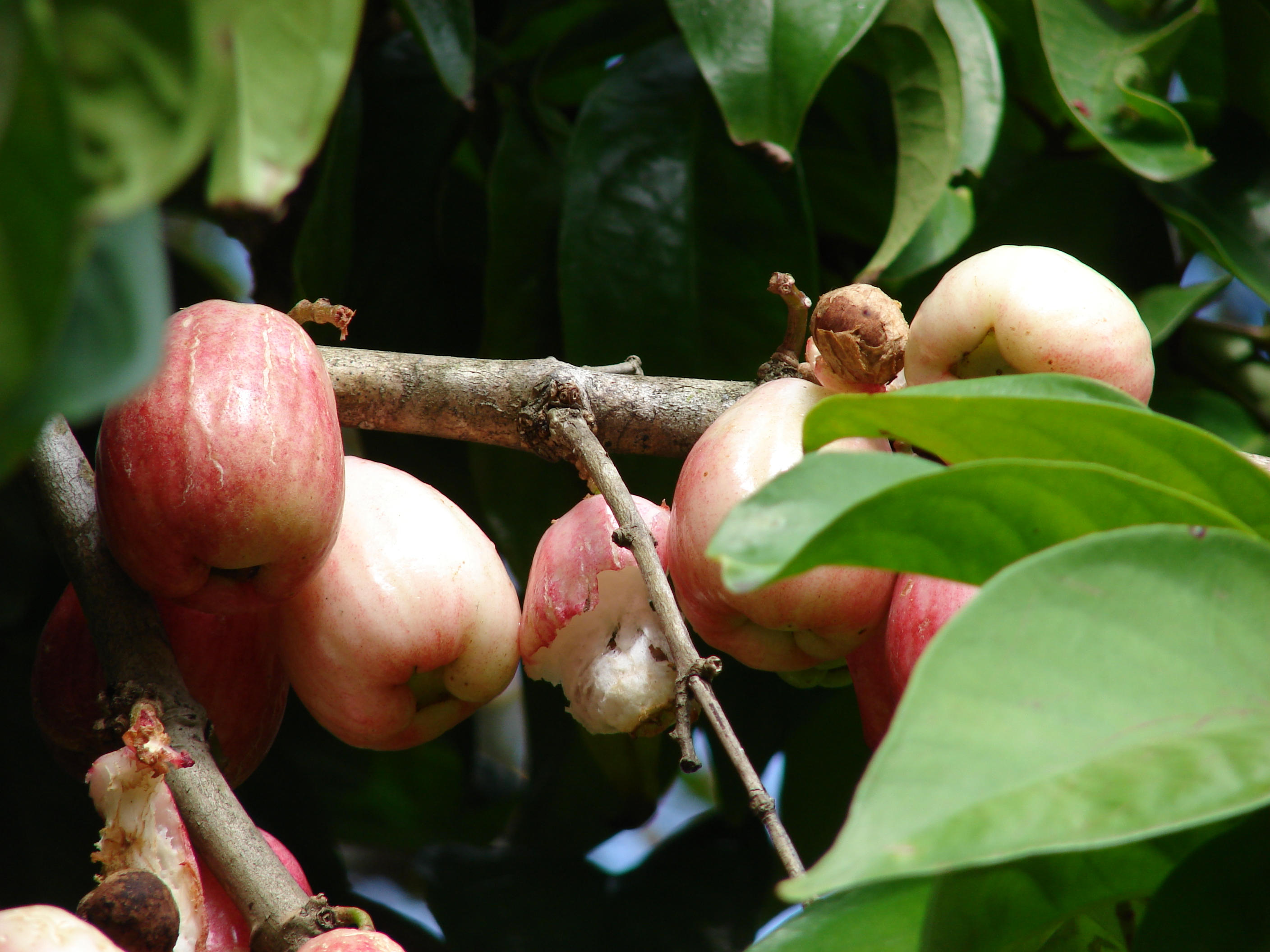
Früchte

Die birnenförmigen Früchte sind rot, seltener rosa oder weiß. bei einer Länge von 5 bis 10 cm haben sie einen Durchmesser von 2,5 bis 7,5 cm. Ihre Schale ist dünn und weich. Das Fruchtfleisch fest und hat einen apfelähnlichen, leicht säuerlichen Geschmack. Jede Frucht enthält nur einen, relativ großen Samen (18 mm Durchmesser).

## Nutzung
Der Wasserapfel wird vor allem wegen seiner Früchte angebaut. Sie haben einen wässrig, frischen Geschmack. Wenn sie reif sind, schmecken sie charakteristisch süßlich. Sie werden roh verzehrt oder zu Konserven verarbeitet. Aus unreifen Früchten wird Gelee hergestellt, in Puerto Rico werden die Früchte zu Fruchtwein vergoren.
Auf den karibischen Inseln und in Südamerika wird der Wasserapfel als Ziergehölz oder als Bestandteil von Windschutz-Gehölzen angepflanzt.
Das Holz hat keine große wirtschaftliche Bedeutung. Es ist hart und schwer zu bearbeiten. Die innere Rinde wirkt adstringierend.